# (24666) Miesvanrohe
(24666) Miesvanrohe ist ein Asteroid des mittleren Hauptgürtels, der am 8. September 1988 vom deutschen Astronomen Freimut Börngen an der Thüringer Landessternwarte Tautenburg (IAU-Code 033) in Thüringen entdeckt wurde.
Der Asteroid wurde am 4. August 2001 nach dem deutsch-amerikanischen Architekten Ludwig Mies van der Rohe (1886–1969) benannt.